# Кота 905
Кота 905 је југословенски филм из 1960. године. Режирао га је Мате Реља, а сценарио је писао Милутин Јанковић.

## Радња
У првом послератном периоду капетан Југославенске армије Владимир задужен је за разбијање наоружаних присталица срушеног краљевског режима, предвођених мајором Момиром. Након што је погинуо Владимиров најбољи пријатељ и први вођа акције, Владимир се убацује у одметничке редове, претварајући се да је један од њих. Ипак, Јелка, привлачна ћерка главног Момирова јатака Станка, који ју је обећао Момиру за жену, зна да је Владимир официр Југославенске армије, јер га пре тога видела у униформи у оближњем граду. Владимир стрепи хоће ли га она издати...

## Улоге
| Глумац                 | Улога                                           |
| ---------------------- | ----------------------------------------------- |
| Душан Булајић          | капетан Владимир                                |
| Илија Џувалековски     | мајор Момир                                     |
| Хермина Пипинић        | Јелка                                           |
| Стане Потокар          | Станко                                          |
| Павле Вуисић           | Пајо Шерпа                                      |
| Милан Срдоч            | Љубо                                            |
| Столе Аранђеловић      | Гавран                                          |
| Милош Кандић           | Картас                                          |
| Бранимир Тори Јанковић | Радист                                          |
| Давор Антолић          | Везиста                                         |
| Милан Милошевић        | Бошко                                           |
| Душан Јанићијевић      | Ђак                                             |
| Шпиро Губерина         | милицајац                                       |
| Златко Црнковић        | милицајац                                       |
| Драгољуб Марковић      |                                                 |
| Иво Пајић              | Потпуковник ОЗН-е                               |
| Адам Ведерњак          | Ранко, поручник ОЗН-е                           |
| Невенка Стипанчић      |                                                 |
| Теди Стотсек           |                                                 |
| Златко Мадунић         | Наредник                                        |
| Зденка Трах            | Пролазница која коментарише судар (као З. Трах) |
| Вукан Диневски         |                                                 |

Комплетна филмска екипа  ▼
| Редитељ                   | Мате Реља          |                                            |
| Сценариста                | Милутин Јанковић   |                                            |
| Композитор                | Данило Данев       |                                            |
| Директор фотографије      | Томислав Пинтер    |                                            |
| Монтажер                  | Блаженка Јенчик    |                                            |
| Сценограф                 | Владимир Тадеј     |                                            |
| Уметнички директор        | Јосип Хагендорфер  |                                            |
| Костимограф               | Владимир Тадеј     |                                            |
| Одсек за шминку           | Лојзика Гал        | шминкерка                                  |
| Одсек за шминку           | Мирко Мачкић       | шминкер                                    |
| Менаџер продукције        | Карло Худец        | вођа снимања                               |
| Менаџер продукције        | Звонко Илић        | помоћник организатора                      |
| Менаџер продукције        | Јосип Лулић        | директор филма                             |
| Менаџер продукције        | Иван Прњак         | помоћник организатора                      |
| Помоћник режије           | Крсто Папић        | први помоћник редитеља                     |
| Помоћник режије           | Крсто Петањек      | трећи помоћник редитеља                    |
| Помоћник режије           | Анте Петерлиц      | други помоћник редитеља                    |
| Уметнички одсек           | Петар Ловрић       | сценски реквизитер                         |
| Уметнички одсек           | Стево Влаховић     | сценски реквизитер                         |
| Одсек за звук             | Константин Чук     | асистент тонског сниматеља (као Коста Чок) |
| Одсек за звук             | Федор Јелер        | тонски сарадник                            |
| Одсек за камеру и расвету | Ивица Хабазин      | вођа расвете                               |
| Одсек за камеру и расвету | Иван Каблер        | сценски мајстор                            |
| Одсек за камеру и расвету | Милан Ковач        | пратилац камере                            |
| Одсек за камеру и расвету | Ивица Рајковић     | фотограф                                   |
| Одсек за камеру и расвету | Миливој Визинтин   | пратилац камере                            |
| Одсек за камеру и расвету | Никола Вујасиновић | сценски мајстор                            |
| Одсек за костим           | Марко Церовац      | сеамстресс                                 |
| Одсек за костим           | Драго Хабазин      | гардеробер                                 |
| Одсек за костим           | Мира Видовић       | гардеробер                                 |
| Одсек за монтажу          | Нада Јелер         | асистент монтажера                         |
| Музички одсек             | Лидија Јојић       | музички уредник                            |
| Музички одсек             | Драган Савин       | диригент                                   |
| Остала екипа              | Драга Броз         | секретар продукције                        |
| Остала екипа              | Елса Џувалековска  | секретар режије (као Елза Џувалековска)    |
| Остала екипа              | Марко Сољачић      | лектор                                     |